# 古屋善造
古屋 善造（ふるや ぜんぞう、1849年8月6日（嘉永2年6月18日） - 1910年（明治43年）1月5日）は、明治時代の政治家、大地主、岐阜県多額納税者。衆議院議員（岐阜県郡部選出、当選1回）。岐阜県恵那郡大井村長、大井町長。族籍は岐阜県平民。

## 経歴
美濃国恵那郡、のちの岐阜県恵那郡大井町（現恵那市）に生まれる。尾張明倫堂に入り、漢学を学ぶ。
農業を営み、学区取締、恵那郡書記、岐阜県会議員、大井村長、大井町長などを務めた。
1903年（明治36年）3月の第8回衆議院議員総選挙では岐阜県郡部から出馬し当選。衆議院議員を1期務めた。中正倶楽部に所属した。

## 家族・親族
古屋家
- 長男・慶隆（1879年 - 1945年、農業、岐阜県多額納税者、衆議院議員） - 1910年、家督を相続する[6][7]
  - 同妻・たね（1888年 - ?、岐阜、須田万右衛門の妹）[7]
  - 同長男・亨（1909年 - 1991年、官僚、衆議院議員）

親戚
- 須田万右衛門（衆議院議員）